# Gaivota-de-rabo-preto
Gaivota-caranguejeira-do-atlântico ou gaivota-de-rabo-preto (Larus atlanticus) é uma espécie de ave da família Laridae.
Pode ser encontrada nos seguintes países: Argentina, Brasil e Uruguai.
Os seus habitats naturais são: mar costeiro, costas arenosas e lagoas costeiras de água salgada.
Está ameaçada por perda de habitat.